# Hamra naturreservat
Hamra är ett naturreservat i Eskilstuna kommun förvaltat av Länsstyrelsen i Södermanlands län. Reservatet är beläget mellan Eskilstuna och Malmköping utmed riksväg 53, cirka 3,5 kilometer söder om Ärla kyrka. Internationella naturvårdsunionen klassificerar Hamra under kategori Ia - strikt naturreservat.